# De som dödar drömmar sover aldrig
De som dödar drömmar sover aldrig är en roman av Jan Guillou från 2018. Det är den åttonde delen i romansviten Det stora århundradet som handlar om 1900-talet, och denna roman utspelar sig under 1970-talet.